# Rolls-Royce RB.109 Tyne
Le Rolls-Royce RB.109 Tyne est un turbopropulseur double corps britannique, développé du milieu à la fin des années 1950 par Rolls-Royce Limited. Il effectua son premier essai en vol en 1956 dans le nez d'un Avro Lincoln modifié. Suivant le même schéma de désignation utilisé par la compagnie pour ses turbopropulseurs, celui-ci reçut son nom d'après le nom d'un cours d'eau britannique, le fleuve Tyne.

## Conception et développement

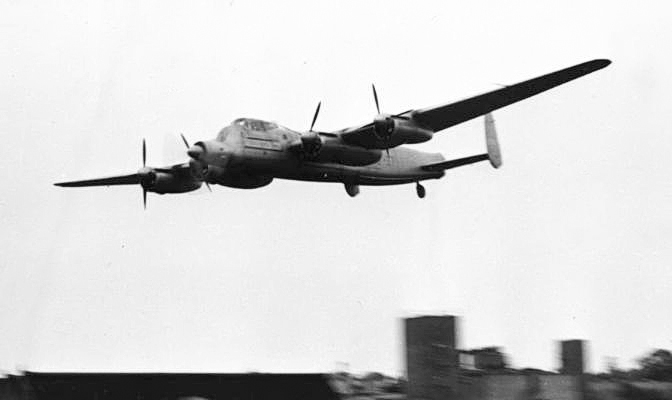
L'avro Lincoln de tests, modifié pour emporter un Tyne dans son nez, en démonstration au salon de Farnborough 1956. On peut noter que ses quatre moteurs Merlin sont à l'arrêt.

Conçu en 1954 par une équipe dirigée par Lionel Haworth, et prévu pour être une alternative plus puissante au Rolls-Royce Dart, le RB.109 fut initialement conçu pour produire une puissance de 2 500 ch. Toutefois, lors de sa première mise en route en avril 1955, le moteur dépassa de loin les attentes, et il fut finalement certifié avec une puissance de 4 220 ch. Il fut principalement conçu pour l'avion de ligne quadrimoteur Vickers Vanguard, son prototype effectuant son premier vol le 20 janvier 1959 équipé de quatre Tyne Mk.506 de 4 985 ch chacun. Les livraisons du moteur de série furent lancées depuis mi-1959, afin de propulser les 43 Vanguards livrés aux compagnies aériennes British European Airways et Trans-Canada Airlines.
Le moteur fut ensuite amélioré et développa plus de puissance, ce qui lui valut d'être utilisé plus tard dans le bimoteur français de reconnaissance à long rayon d'action Breguet Atlantic, mais également dans les avions de transport Canadair CL-44 et C-160 Transall. Le Mark.515 avait une puissance au décollage de 5 730 ch (4 273 kW).
Le Tyne fut également produit sous licence en Allemagne par MAN Turbo, et en France par Hispano-Suiza.

## Caractéristiques
Le moteur brûle du carburant JP-5 et sa lubrification est assurée par barbotage et pulvérisation et un carter sec, utilisant de l'huile à la norme britannique DERD 2487. Le compresseur à haute-pression, à 9 étages, est entraîné par une turbine haute-pression à un seul étage. Son compresseur basse-pression, à 6 étages, est entraîné par une turbine basse-pression à 3 étages, qui entraîne également l'hélice via une boîte à engrenages réducteurs. La chambre de combustion est de type annulaire, mais contient également à l'intérieur des tubes à flamme séparés. Ce système est désigné « cannular combustor », un mot-valise pour « can » et « annular » (« can » provenant de « flame can », pour « boîte à flamme », une chambre de combustion de petite taille).

## Versions

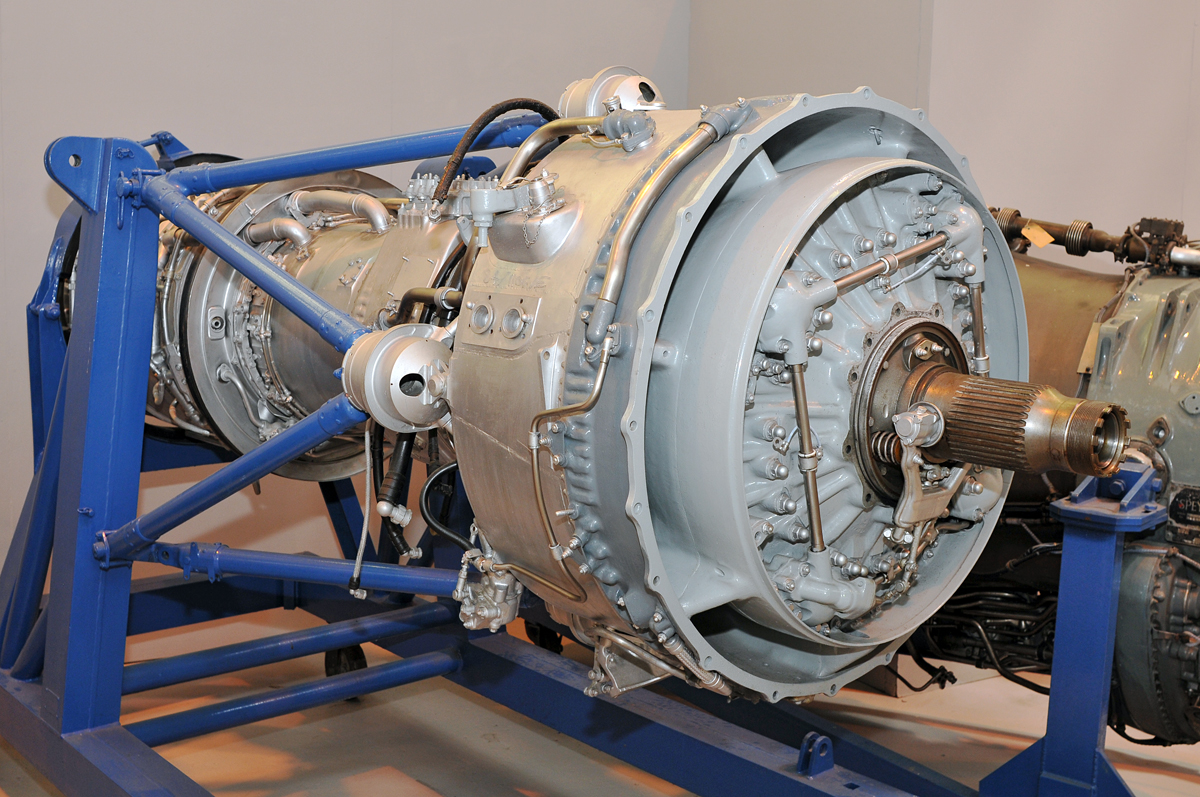
Rolls-Royce Tyne Mk.506 au musée de la Royal Air Force de Cosford.

- RB.109 RTy.1 : 4 370 ch (3 259 kW), monté sur les Vickers Type 951 Vanguard et Type 953C Merchantman ;
- RB.109 RTy.11 : 5 064 ch (3 776 kW), monté sur le Vickers Type 952 Vanguard ;
- RB.109 RTy.12 : 4 616 ch (3 442 kW), monté sur le Canadair CL-44 ;
- RB.109 RTy.12 : 5 399 ch (4 026 kW), monté sur le Short Belfast ;
- RB.109 RTy.20 : 4 860 ch (3 624 kW), monté sur l'Aeritalia G.222L ;
- RB.109 RTy.20 : 6 035 ch (4 500 kW), monté sur les C-160 Transall et Breguet Atlantique 2 (ATL2) ;
- RB.109 RTy.20 Mk.21 : 5 667 ch (4 226 kW), monté sur les Breguet Br 1150 Atlantic et Atlantique 2 (ATL2)[5] ;
- RB.109 RTy.20 Mk.22 : 5 670 ch (4 228 kW), monté sur le C-160 Transall ;
- RB.109 RTy.22 : Projet de moteur militaire, taré à 7 075 ch (5 276 kW) ;
- RB.109 RTy.32 : Projet de moteur militaire, taré à 8 400 ch (6 264 kW) ;
- RB.109 Mk.101 : (RTy.12)
- RB.109 Mk.506
- RB.109 Mk.512
- RB.109 Mk.515
- RB.109 Mk.515-101W
- RB.109 Mk.801
- RB.109 Mk.45
- RB.109 RM1A : Groupe propulseur navalisé, pour la propulsion marine ;
- RB.109 RM1C : Similaire au RM1A ;
- RB.109 RM3C : Similaire au RM1A.

## Applications

### Aéronautiques
- Aeritalia G.222L
- Avro Lincoln (banc d'essais)
- Breguet Atlantic et Atlantique 2
- Canadair CL-44
- Conroy Skymonster
- Short Belfast
- C-160 Transall
- Vickers Vanguard

### Maritimes
Les versions marines du moteur, les Tyne RM1A, RM1C et RM3C, restèrent en service comme turbines à gaz de croisière dans des destroyers Type 42 et les frégates Type 22 de la Royal Navy, jusqu'au retrait du service des quatre frégates Type 22 de la 3e série de production, en 2011, et des derniers destroyers Type 42 restants en 2013.

## Exemplaires en exposition
Un Rolls-Royce Tyne est visible en exposition au musée de la Royal Air Force de Cosford, au Royaume-Uni, ainsi qu'au musée SNECMA de Villaroche, en France.